# Od nepaměti
Od nepaměti je fráze, která znamená prodloužení určité doby na dobu mimo dosah paměti, záznamu nebo tradice, dobu neurčitě starou, „prastarý čas mimo dochované paměti nebo záznamy“. Tento termín je využíván za různými účely, jde např. také o nevyvratitelnou právní domněnku.
V anglickém právu a v právech od něj odvozených „od nepaměti“ znamená „čas před právní historií a před právní pamětí“. V roce 1275, od prvního Statute of Westminster, byl tento čas omezen vládou Richarda I., začínající 6. červencem 1189, datem králova nástupu na trůn. Od tohoto data byl nutný důkaz o neporušeném držení nebo užívání jakéhokoli práva, aby za určitých okolností došlo k originárnímu nabytí vlastnictví. V roce 1832 bylo „od nepaměti“ redefinováno jako „čas, kam paměť lidstva nesahá". Plán datovat právní paměť od fixního času byl opuštěn; místo toho bylo rozhodnuto, že práva, která byla užívána dvacet let (nebo proti státu třicet let), by neměla být zrušena pouze dokázáním toho, že předtím užívána (protiprávní držbou) nebyla.
Court of Chivalry prý pro heraldické účely definoval „od nepaměti“ jako období před rokem 1066.